# مشین گان کلی (موسیقی‌دان)
کُلسِن بیکر (انگلیسی: Colson Baker؛ زادهٔ ۲۲ آوریل ۱۹۹۰) که با نام حرفه‌ای ام‌جی‌کی، پیش‌تر مشین گان کِلی (انگلیسی: Machine Gun Kelly) شناخته می‌شود، رپر، خواننده، ترانه‌نویس و بازیگر آمریکایی است. او برای به کار بردن ژانر آلترناتیو راک در هیپ هاپ مورد توجه قرار گرفته است.
ام‌جی‌کی چهار میکس‌تیپ در سال‌های ۲۰۰۷ تا ۲۰۱۰ منتشر کرد و با بد بوی رکوردز متعلق به شان کامز قرارداد بست. نخستین آلبوم استودیویی او، لیس آپ (۲۰۱۲)، به رتبهٔ چهارم جدول بیلبورد ۲۰۰ آمریکا رسید و تک‌آهنگی از این آلبوم به‌نام «پسر وحشی» نخستین ورودی او در جدول بیلبورد هات ۱۰۰ بود و سه گواهی پلاتین از انجمن صنعت ضبط موسیقی ایالات متحده آمریکا دریافت کرد. او پس از آن آلبوم‌های پذیرش عمومی (۲۰۱۵) و شکوفه (۲۰۱۷) را منتشر کرد که تک‌آهنگ «چیزهای بد» با کامیلا کابیو از آلبوم دوم به رتبهٔ چهارم بیلبورد هات ۱۰۰ رسید. ام‌جی‌کی در آلبوم هتل دیابلو (۲۰۱۹) سبک رپ راک را تجربه کرد.
ام‌جی‌کی در پنجمین آلبومش بلیت‌های سقوط من (۲۰۲۰) به‌طور کلی از هیپ هاپ تغییر رویه داد و صدا و زیبایی‌شناختی پاپ پانک را کاوش کرد. تهیه‌کنندگی این آلبوم بر عهدهٔ بلینک-۱۸۲ و تراویس بارکر بود. این آلبوم در صدر جدول بیلبورد ۲۰۰ قرار گرفت و تنها آلبوم راکی بود که در آن سال به چنین جایگاهی رسید. او سپس آلبوم مین‌استریم سل‌اوت را (۲۰۲۲) منتشر کرد که با نقدهای مختلطی از سوی منتقدان روبه‌رو شد.
ام‌جی‌کی نخستین نقش اصلی بازیگری خود را در درام عاشقانه آن سوی چراغ‌ها (۲۰۱۴) تجربه کرد و از آن زمان در فیلم هیجان‌انگیز نرو (۲۰۱۶) و فیلم ترسناک جعبه پرنده (۲۰۱۸) ظاهر شد و تامی لی را در فیلم زندگی‌نامه‌ای د درت (۲۰۱۹) به تصویر کشید. او در فیلم یک‌طرفه نیز بازی کرده است.

## اوایل زندگی
کُلسِن بیکر در ۲۲ آوریل ۱۹۹۰ در هیوستون، تگزاس به دنیا آمد. پدر و مادرش مبلغان مسیحی بودند. بیکر و خانواده‌اش به سراسر جهان نقل مکان کردند و او چهار سال نخست زندگی خود را در مصر گذراند. او همچنین به آلمان و نیز به سراسر ایالات متحده (شیکاگو، دنور، و کلیولند) نقل مکان کرد. هنگامی که بیکر نه ساله بود، مادرش خانه را ترک کرد و او به‌همراه پدرش به دنور رفت تا با عمهٔ بیکر زندگی کنند. پدر بیکر با افسردگی و بیکاری دست و پنجه نرم می‌کرد. بیکر می‌گوید که فقط دو لباس مدرسه داشت و متحمل زورگویی بچه‌های محله‌اش شد.
او در پایهٔ ششم تحصیلی گوش دادن به رپ را آغاز کرد. او در این زمان به مدرسه راهنمایی همیلتون در دنور رفت که دانش‌آموزان از نظر قومی متنوع داشت. بیکر هنگام زندگی در کلیولند در دبیرستان شیکر هایتس شرکت کرد.
لوداکریس، امینم و دی‌ام‌اکس سه رپر نخستی بودند که او را در کودکی به ژانر هیپ هاپ علاقه‌مند کردند. بیکر پس از گوش دادن به ترانهٔ «درست همین‌جاییم» دی‌ام‌اکس از آلبوم رکود بزرگ (۲۰۰۱) به این ژانر علاقه‌مند شد.

## زندگی شخصی
بیکر در سال ۲۰۰۹، صاحب دختری به نام Casie (کِیسی) شد. بیکر در چندین مصاحبه ادعا کرد که هر روز ماری‌جوآنا مصرف می‌کند. به عقیدهٔ او «مصرف ماری‌جوآنا منبعی است برای رسیدن به شادمانی و شاید درک مقداری بیشتر از عشق». همچنین بیکر بارها در آثار هنری‌اش به این مسئله اشاره کرده است. این موضوع سبب شد تا بر سبک هنری و شخصیتی‌اش تأثیر قابل توجهی برجا بگذارد.

بیکر از دی‌ام‌اکس، امینم و گروه موسیقی گانز ان روزِز به عنوان عناصر تأثیرگذار بر خود در دورهٔ جوانی اش یاد کرده است. همچنین او در یک مصاحبه دربارهٔ همکاری‌اش با دی‌ام‌اکس از او به عنوان یک شخصیت مورد پرستش قرار گرفته یاد کرد. بیکر ادعا کرد که آهنگ‌های او در دورهٔ جوانی‌اش سبب شد تا بر مشکلاتی زیادی از جمله قلدری فائق بیاید. باتوجه به دیدگاه‌های سیاسی بیکر، وی خود را شخصی پیرو مکتب آنارشیسم معرفی کرد. مشین گان کلی که خود را کلز نیز می‌نامد در بسیاری از آهنگ‌های خود از گذشته خود گفته است، و در ترک lately از ای‌پی binge راجع به گذشته خود می‌گوید که مادر او در حالی که کلز ۹ سال داشته است وی را ترک کرده است که موجب اعتیاد او به مواد مخدر در همان سن شده و آسیب بسیاری به او رسانده. 

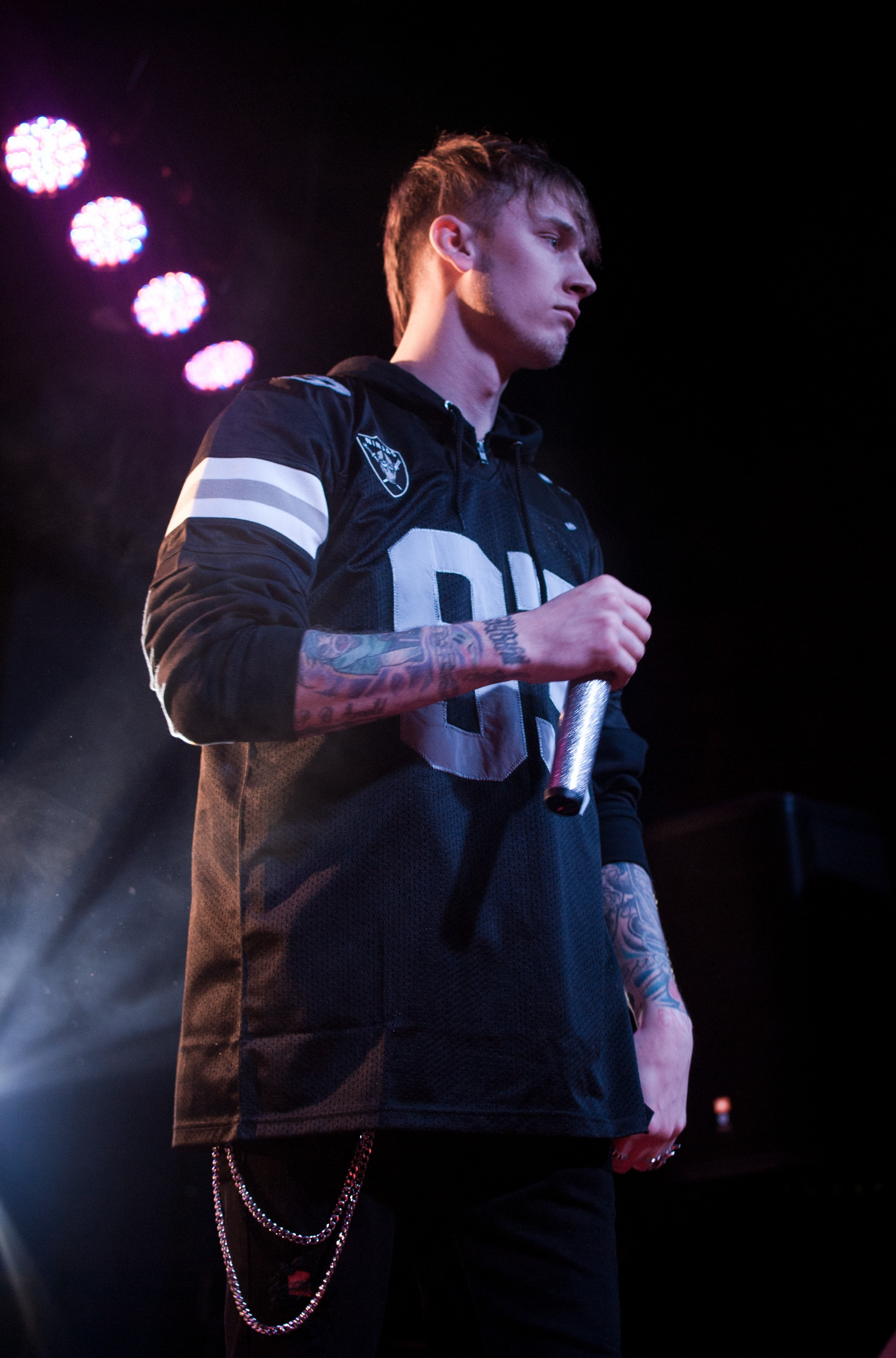
مشین گان کلی در کنسرت پیتسبرگ سال ۲۰۱۳

کلز در سال ۲۰۲۰ کافی شاپ خود را به اسم 27Club Coffee در کلیولند افتتاح کرد. و همچنین در سال ۲۰۲۱ شرکت لاک ناخن بدون جنسیتی خود را نیز، تأسیس کرد. مشین گان کلی در سال ۲۰۲۰، رابطه خود را با مگان فاکس، علنی کرد و سپس این زوج در ژانویه ۲۰۲۲ نامزدی خود را اعلام کردند. در مارس ۲۰۲۴، فاکس فاش کرد که این زوج نامزدی‌شان را به‌هم زده‌اند. در نوامبر ۲۰۲۴، فاکس در اینستاگرام اعلام کرد که فرزند او را باردارِاست، پس از آن‌که پیش‌تر در رابطه‌شان یک سقط‌جنین تجربه کرده بودند. دخترشان در ۲۷ مارس ۲۰۲۵ به دنیا آمد.

## فعالیت در ژانر راک / پانک
مشین گان کلی از ابتدای فعالیت خود، خود را راک استار می‌نامید و اولین آهنگ راک او در سال ۲۰۱۳ با همکاری Sleeping with Sirens انتشار یافت و طی سال‌های بعد آهنگ‌های زیادی در ژانر راک منتشر کرد و وی اولین رپری است که در فستیوال راک و متال Rock Am Ring در سال ۲۰۱۷ اجرا داشته، و در سال ۲۰۱۷ با لینکین پارک نیز، تور مشترک داشت.
سرانجام در سال ۲۰۲۰ یک آلبوم در ژانر پانک راک انتشار داد که آلبوم موفقی بود و در هفتهٔ اول توانست ۱۲۶ هزار نسخه به فروش برود و در بیلبورد به شماره یک از میان دویست آلبوم برتر در جهان، برسد. پس از آن، کلز در مصاحبه ای در سال ۲۰۲۰، اعلام کرد که سبک رپ و هیپ هاپ را ترک نمی‌کند و همچنین در سال ۲۰۲۱، در مراسم رادیو آی‌هارت، آشر، مجری مراسم، از مشین گان کلی سؤال پرسید که آیا او دیگر سبک رپ کار نمی‌کند و کار او با این سبک تمام شده است یا نه، مشین گان کلی اعلام کرد که: «هیچوقت و هیچوقت و هیچوقت سبک رپ و هیپ هاپ را ترک نمی‌کند». همچنین یک طرفدار وقتی در توییتر از مشین گان کلی پرسید که آیا در آینده آلبوم رپ خواهد داد یا نه، مشین گان کلی جواب داد که بله در آینده آلبوم در سبک رپ هم خواهد داد. آلبوم بعدی وی «فروش رفتهٔ اصلی» نام دارد که در ابتدا قرار بود «با شاخ متولد شده» نام داشته باشد اما پس از مدتی مشین گان کلی، نام آن را به «فروش رفتهٔ اصلی» تغییر داد. سبک اصلی این آلبوم پانک راک می‌باشد و همچنین چند آهنگ رپ هم در آن وجود دارد که این آهنگ‌های رپ، همکاری با لیل وین، گانا و یانگ تاگ می‌باشد. این آلبوم در تاریخ ۲۵-۳-۲۰۲۲ (۵ فروردین ۱۴۰۱) اکران شد و مشین گان کلی به طرفداران خود اعلام کرد که در صورتی که این آلبوم همانند آلبوم قبلی وی، به شماره یک در میان دویست آلبوم برتر در جهان برسد، تا آخر سال ۲۰۲۲ آلبوم رپ و هیپ هاپ خود را انتشار می‌دهد و همچنین اعلام کرد که در این آلبوم، با رپرهای زیادی همکاری خواهد کرد. در تاریخ ۱۱ ژوئن ۲۰۲۱، آلبوم راک وی، Tickets To My Downfall، توانست به کسب نشان Platinum برسد.

## جدال با امینم
مشین گان کلی در سال ۲۰۱۲ در توییتی دختر امینم را جذاب نامید که این توییت موجب ناراحتی و ایجاد اختلاف میان او و امینم شد.
امینم شش سال بعد در آلبوم کامی‌کازه (آلبوم امینم) خود در ترک not alike کلز را دیس کرد که این اتفاق موجب شد تا مشین گان کلی دیس ترک «شیطان رپ» را منتشر کند که حواشی، جوایز و موفقیت بسیاری را در پی داشت. این دیس ترک تنها پس از گذشت چند هفته از انتشار، به رتبه اول چارت آیتونز و اپل موزیک رسید.
سپس امینم ترک killshot را منتشر کرد که با دیس‌بک کلز در ترک Floor13 در آلبوم هتل دیابلو مواجه شد و این پایان نبود بلکه امینم در آلبوم MTBMB بازهم مشین گان کلی را دیس کرد. کلز نیز در ترک مشترک خود با یانگ تاگ به نام Bullet with names امینم را مورد خشم خود قرار داد.

## فیلم‌ها
مشین گان کلی در کنار موسیقی و رپ به فعالیت در زمینه بازیگری نیز می‌پردازد که از فیلم‌هایی که او در آن نقش‌آفرینی کرده است، می‌توان به جعبه پرنده (فیلم) و پروژه قدرت و نرو (اعصاب) ۲۰۱۶ و فیلم The Dirt 2019 در شخصیت تامی لی اشاره کرد.
وی در سال ۲۰۲۱ فیلمی کوتاه به کارگردانی خود به اسم Downfalls High انتشار داد که توانست در بانک اطلاعات اینترنتی فیلم‌ها نمره ای خوب و قابل قبولی بگیرد.
مشین گان کلی در کارنامه خود در بازیگری و کارگردانی، توانسته در بیش از ۲۰ فیلم و سریال، فعالیت داشته باشد.او در فیلم جک‌پات! بازی کرده است.

## جایزه‌ها و دستاوردها
| سال  | هنرمندان نامزد شده و کارها                  | جایزه                                              | نتیجه     |
| ---- | ------------------------------------------- | -------------------------------------------------- | --------- |
| ۲۰۰۹ | Machine Gun Kelly                           | بهترین اجرا کننده آهنگ به صورت زنده                | برنده     |
| ۲۰۱۰ | آهنگ "Alice in Wonderland"                  | بهترین موزیک ویدیو                                 | برنده     |
| ۲۰۱۱ | Machine Gun Kelly                           | بهترین آرتیست میکستیپ                              | برنده     |
| ۲۰۱۱ | میکستیپ "Lace Up"                           | بهترین میکستیپ                                     | برنده     |
| ۲۰۱۱ | Machine Gun Kelly                           | بهترین آرتیست مرد                                  | برنده     |
| ۲۰۱۱ | آهنگ "Cleveland" با DubXX                   | موزیک ویدیوی سال                                   | برنده     |
| ۲۰۱۲ | Machine Gun Kelly                           | بهترین آرتیست بین‌المللی                            | برنده     |
| ۲۰۱۲ | Machine Gun Kelly                           | جایزه بهترین آهنگ از ام‌تی‌وی                        | برنده     |
| ۲۰۱۲ | Machine Gun Kelly                           | هنرمند آمریکایی در شرف جهانی شدن                   | برنده     |
| ۲۰۱۲ | میکستیپ "Rage Pack"                         | بهترین میکستیپ/آلبوم بین‌المللی                     | 2nd Place |
| ۲۰۱۲ | آهنگ "Police" با Pooh Gutta                 | بهترین همکاری                                      | برنده     |
| ۲۰۱۳ | Machine Gun Kelly                           | بهترین خواننده از ام‌تی‌وی                           | برنده     |
| ۲۰۱۴ | آهنگ "Breaking News"                        | بهترین موزیک ویدیو بین‌المللی                       | 2nd Place |
| ۲۰۱۴ | Machine Gun Kelly                           | بهترین سر و صدا کنندهٔ بین‌المللی                    | برنده     |
| ۲۰۱۴ | آهنگ "Mind of a Stoner" با ویز خلیفا        | بهترین موزیک ویدیو بین‌المللی                       | برنده     |
| ۲۰۱۴ | آهنگ "Mind of a Stoner" با ویز خلیفا        | بهترین همکاری بین‌المللی                            | برنده     |
| ۲۰۱۷ | آهنگ "Bad Things" با کامیلا کابیو           | بهترین همکاری                                      | برنده     |
| ۲۰۱۷ | آهنگ "Bad Things" با کامیلا کابیو           | بهترین همکاری رپ                                   | نامزدشده  |
| ۲۰۱۸ | آهنگ "Say You Won't Let Go" با کامیلا کابیو | بهترین کاور آهنگ                                   | نامزدشده  |
| ۲۰۲۰ | Machine Gun Kelly                           | بهترین آرتیست آلترناتیو                            | نامزدشده  |
| ۲۰۲۰ | آهنگ "Bloody Valentine"                     | بهترین آهنگ آلترناتیو                              | برنده     |
| ۲۰۲۱ | Machine Gun Kelly                           | بهترین آرتیست راک از بیلبورد                       | برنده     |
| ۲۰۲۱ | آلبوم Tickets To My Downfall                | بهترین آلبوم راک از بیلبورد                        | برنده     |
| ۲۰۲۱ | آهنگ “my ex’s best friend” با BlackBear     | بهترین آهنگ راک از بیلبورد                         | نامزدشده  |
| ۲۰۲۱ | آهنگ “Bloody Valentine"                     | بهترین آهنگ راک از رادیو آی‌هارت                    | نامزدشده  |
| ۲۰۲۱ | آلبوم Tickets To My Downfall                | بهترین آلبوم راک از رادیو آی‌هارت                   | برنده     |
| ۲۰۲۱ | آهنگ “my ex’s best friend” با BlackBear     | بهترین آهنگ آلترناتیو از ام‌تی‌وی                    | برنده     |
| ۲۰۲۱ | Machine Gun Kelly                           | خواننده راک مورد علاقه مردم از جوایز موسیقی آمریکا | برنده     |
| ۲۰۲۲ | Machine Gun Kelly                           | بهترین آرتیست آلترناتیو از رادیو آی‌هارت            | برنده     |
| ۲۰۲۲ | آهنگ “my ex’s best friend” با BlackBear     | بهترین آهنگ آلترناتیو از رادیو آی‌هارت              | نامزدشده  |
| ۲۰۲۳ | آلبوم Mainstream Sellout                    | بهترین آلبوم راک از گرمی                           | نامزدشده  |

## آلبوم‌ها و دیگر آثار
آلبوم‌ها
| اسم آلبوم              | همکاری‌ها | سال انتشار |
| ---------------------- | --- | ---------- |
| Lace Up                | M. Shadows, Synyster Gates, Dub-O, Bun B, Waka Flocka Flame, Lil Jon, Alex Fitts, Anna Yvette, DMX, Tech N9ne, Twista, Planet VI, Ester Dean, BlackBear, Young Jeezy, Cassie | ۲۰۱۲       |
| General Admission      | Lzzy Hale, Kid Rock, Leroy Sanchez, Victoria Monet, Bone Thugs-n-Harmony, French Montana, Yo Gotti, Ray Cash                                                                 | ۲۰۱۵       |
| Bloom                  | James Arthur, Hailee Steinfeld, Ty Dolla $ign, Quavo, DubXX, Camila Cabello                                                                                                  | ۲۰۱۷       |
| Hotel Diablo           | Naomi Wild, Lil Skies, Trippie Redd, Phem, Madison Love, Travis Barker, YungBlud                                                                                             | ۲۰۱۹       |
| Tickets to My Downfall | Travis Barker, Bert McCracken, YungBlud, Halsey, Trippie Redd, BlackBear, Iann dior, Pvris                                                                                   | ۲۰۲۰       |
| Mainstream Sellout     | Travis Barker, Bring Me The Horizon, Lil Wayne, Pete Davidson, BlackBear, Iann dior, Willow Smith, Gunna, Young Thug, Landon Barker                                          | ۲۰۲۲       |

میکستیپ‌ها
| اسم میکستیپ           | همکاری‌ها                                                                               | سال انتشار |
| --------------------- | -------------------------------------------------------------------------------------- | ---------- |
| Stamp of Approval     | ~                                                                                      | ۲۰۰۷       |
| Homecoming            | ~                                                                                      | ۲۰۰۹       |
| 100 Words and Running | ~                                                                                      | ۲۰۱۰       |
| Lace Up               | ~                                                                                      | ۲۰۱۰       |
| Rage Pack             | ~                                                                                      | ۲۰۱۱       |
| EST 4 Life            | ~                                                                                      | ۲۰۱۲       |
| Black Flag            | Pusha T, Meek Mill, Tezo, Wiz Khalifa, Sean McGee, French Montana, Dub-O, Kellin Quinn | ۲۰۱۳       |
| F*ck It               | ~                                                                                      | ۲۰۱۵       |

EP
| اسم ای‌پی                   | همکاری‌ها                                     | سال انتشار |
| -------------------------- | -------------------------------------------- | ---------- |
| Half Naked & Almost Famous | Cassie, Waka Flocka Flame, Dubo, DJ Xplosive | ۲۰۱۲       |
| Binge                      | 24hrs                                        | ۲۰۱۸       |